# David Abdul
David Abdul (Oranjestad, 17 augustus 1989) is een Arubaans voormalig profvoetballer. Hij speelde als aanvaller. Zijn broer Eric was doelman.
Hij volgde de jeugdopleiding van Sparta Rotterdam. Op 18 januari 2009 maakte Abdul zijn debuut in het eerste elftal in de thuiswedstrijd tegen Groningen. In het seizoen 2011/12 speelde hij voor RVVH. Abdul sloot zijn loopbaan af op Aruba bij Dakota. In 2015 was hij op proef bij zijn oude club Sparta, maar raakte direct geblesseerd. Tussen 2014 en 2019 trainer van Dakota. Daarna ging hij aan de slag voor de Arubaanse Voetbal Bond.

## Interlands
In 2011 werd Abdul geselecteerd voor het nationale elftal van Arubaans voetbalelftal. Hij speelde een wedstrijd tegen Saint Lucia, waar hij een doelpunt maakte. En in 2012 won hij met het nationale elftal de 3e editie van de ABCS-toernooi. In 2015 speelde hij zijn laatste interland.